# To Violate the Oblivious
Albums de Xasthur
Telepathic with the Deceased
(2004) Subliminal Genocide
(2006)
To Violate the Oblivious est le quatrième album studio du projet solo de black metal américain Xasthur. L'album est sorti le 5 juillet 2004 sous le label Total Holocaust Records.
Cet album a été particulièrement apprécié par Metal Observer qui a donné une critique particulièrement élogieuse sur son site web à propos de l'album.
L'album a été ré-édité l'année suivante de sa sortie sous le label Moribund Records. Un titre supplémentaire a été ajouté.

## Musiciens
- Malefic - Chant, tous les instruments

## Liste des morceaux
1. Intro - 2:06
2. Xastur Within - 6:14
3. Dreams Blacker than Death - 5:24
4. Screaming at Forgotten Fears - 8:24
5. Consumed by a Dark Paranoia - 3:40
6. Marked by Shadows - 6:43
7. Apparitional Void of Failure - 4:37
8. A Gate Through Bloodstained Mirrors - 12:06
9. Walker of Dissonant Worlds - 5:40